# Instrukskommissionen
Instrukskommissionen var en dansk undersøgelseskommission, der blev nedsat 22. januar 2020 med henblik på at afklare, hvorvidt den daværende udlændinge- og integrationsminister, Inger Støjberg, vidste, at det var ulovligt, da hun d. 10. februar 2016 gav ordre til at skille mindreårige asylansøgere fra deres ældre ægtefæller eller samlevende.

## Baggrund
| Citat          | Det er fuldstændig uacceptabelt, at der i øjeblikket bor mindreårige i det danske asylsystem med en ægtefælle eller samlever, og jeg har bedt Udlændingestyrelsen om straks at sætte en stopper for det. Vi skal selvfølgelig sikre, at unge piger ikke bliver tvunget til at leve i et forhold med en voksen på asylcentrene. | Citat |
| Inger Støjberg | |       |

I januar 2016 blev det beskrevet i medierne, at der i danske asylcentre var indkvarteret såkaldte barnebrude sammen med deres ægtefæller. Det reagerede Inger Støjberg skarpt på, og den 10. februar 2016 udsendte Udlændinge-, Integrations og Boligministeriet en pressemeddelelse om at ingen asylansøgere under 18 år fremover måtte indkvarteres i danske asylcentre sammen med en ægtefælle eller samlever. Pressemeddelelsen blev samtidig sendt som en instruks til Udlændingestyrelsen.
Folketingets daværende ombudsmand Jørgen Steen Sørensen, indledte derefter en generel sag om lovligheden af instruksen. Ombudsmanden konkluderede i marts 2017, at det efter bl.a. almindelige forvaltningsretlige principper og internationale konventioner var et krav, at der blev foretaget en konkret vurdering af de enkelte sager om adskilt indkvartering.

## Instrukskommissionens arbejde

### Kommissionens opgave
Kommissionen havde den formelle opgave at undersøge "det samlede begivenhedsforløb, som knytter sig til statslige myndigheders generelle administration og håndtering af konkrete sager om indkvartering af gifte eller samlevende asylansøgere, hvoraf den ene var mindreårig."  Undersøgelseskommissionen skulle herudover undersøge og redegøre for, om Udlændinge- og Integrationsministeriet og Udlændingestyrelsen havde givet korrekte og fyldestgørende oplysninger til Folketinget og Folketingets Ombudsmand.
Kommissionens medlemmer var landsdommer Peter Mørk Thomsen (formand) samt advokat Torkil Høg og lektor Louise Halleskov. Udspørger for kommissionen var advokat Lars Kjeldsen.

### Afhøringer
Inger Støjberg fremførte under afhøringerne, at hun den 9. februar 2016, godkendte et notat, hvoraf det fremgår, at der skal foretages en individuel vurdering i sagerne. Støjberg anførte, at kravet i pressemeddelelsen om at adskille parrene blot var hovedreglen. Hun afviste endvidere, at pressemeddelelsen var en instruks.
Inger Støjberg sagde under afhøringerne:
| Citat | Jeg godkender det her notat og godkender dermed, at det kan være individuelt vurderet. | Citat |
|       |                                                                                        |       |

### Kommissionens beretning
Instrukskommissionen afgav sin første delberetning den 14. december 2020, der stillede skarpt på Inger Støjbergs rolle i adskillelsen af de unge asylpar. Delberetningen indeholdt en redegørelse for det begivenhedsforløb, der var omfattet af kommissoriet, og kommissionens vurderinger af, hvad der bevismæssigt kunne lægges til grund om det faktiske forløb.
Den sidste del af Instrukskommissionens beretning blev afleveret den 26. april 2021 og indeholdt kommissionens vurderinger af, om der i sagen var grundlag for at gøre et ansvar gældende over for embedsmænd. Det blev konkluderet, at der for fem medarbejdere var grundlag for, at det offentlige søger at gøre et disciplinært ansvar gældende, men at eventuelle disciplinære forløb som følge af beretningen burde afvente Rigsrettens dom.

## Folketingets beslutning om Rigsretssag
To advokater hyret af Folketinget vurderede den 6. januar 2021, at delberetningen gav grundlag for at rejse en rigsretssag mod Støjberg, og at hun med "rimelig formodning" kunne blive dømt. En strid om de to advokaters undersøgelse mellem Inger Støjberg og Venstre-formand Jakob Ellemann-Jensen førte 29. december 2020 til at Støjberg måtte trække sig fra posten som næstformand for partiet.
Den 14. januar 2021 stod det klart, at flertal i Folketinget ønskede, at der skulle rejses en rigsretssag mod Inger Støjberg - herunder et flertal af folketingsmedlemmerne i hendes eget parti Venstre. Den 2. februar 2021 besluttede Folketinget, at der skulle rejses rigsretstiltale mod Støjberg. Retssagen begyndte 2. september 2021.

## Beretninger
- Peter Mørk Thomsen; Torkil Høg; Louise Halleskov (14. december 2020), Instrukskommissionens Beretning, vol. 1, Justitsministeriet, Wikidata  Q104826865
- Peter Mørk Thomsen; Torkil Høg; Louise Halleskov (december 2020), Instrukskommissionens Beretning. Kapitel 8.1-8.5, vol. 2, Justitsministeriet, Wikidata  Q108531997